# Robert Walter McElroy

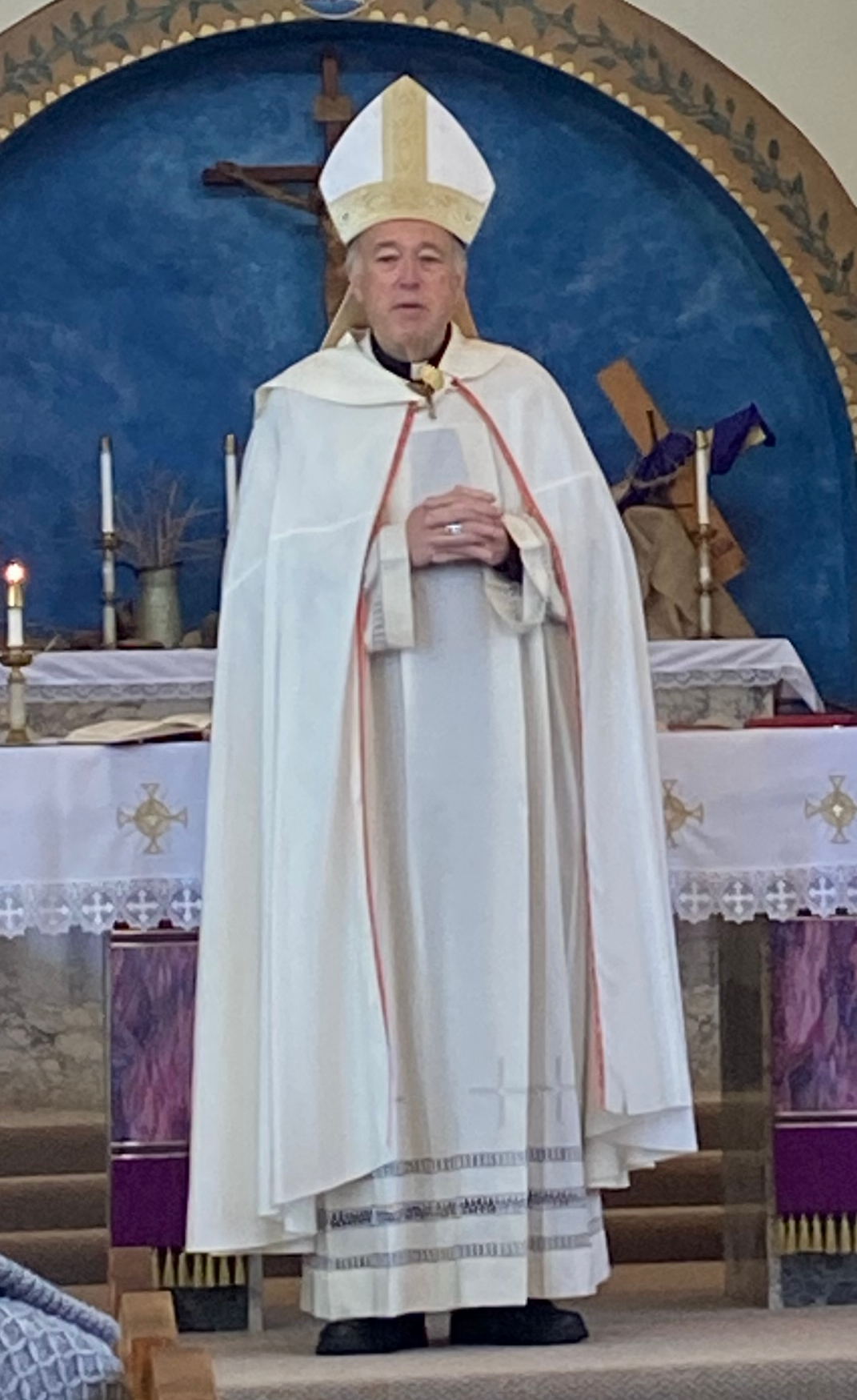
Robert Walter McElroy (2022)

Kardinalswappen von Robert Walter McElroy als Bischof von San Diego

Robert Walter Kardinal McElroy (* 5. Februar 1954 in San Francisco) ist ein US-amerikanischer Geistlicher und römisch-katholischer Erzbischof von Washington.

## Leben
Robert Walter McElroy empfing am 12. April 1980 die Priesterweihe für das Erzbistum San Francisco. Er war von 1982 bis 1985 Sekretär des Erzbischofs von San Francisco John Raphael Quinn. Er wurde 1986 als Doktor der Moraltheologie an der Päpstlichen Universität Gregoriana promoviert und wirkte von 1995 bis 1997 als Generalvikar des Erzbistums San Francisco. Papst Johannes Paul II. verlieh ihm 1996 den Titel eines Päpstlichen Ehrenprälaten. Ab 1997 war McElroy Konsultor des Erzbistums San Francisco.
Papst Benedikt XVI. ernannte ihn am 6. Juli 2010  zum Weihbischof in San Francisco und Titularbischof von Gemellae in Byzacena. Die Bischofsweihe spendete ihm der Erzbischof von San Francisco, George Hugh Niederauer, am 7. September desselben Jahres; Mitkonsekratoren waren John Raphael Quinn, Alterzbischof von San Francisco, und John Charles Wester, Bischof von Salt Lake City.
2014 wurde Robert McElroy von Kardinal–Großmeister Edwin Frederick O’Brien zum Großoffizier des Ritterordens vom Heiligen Grab zu Jerusalem ernannt und in die US-amerikanische Statthalterei Western Lieutenancy investiert.
Papst Franziskus ernannte ihn am 3. März 2015 zum Bischof von San Diego. Die Amtseinführung fand am 15. April desselben Jahres statt. Nachdem im Mai 2022 der Erzbischof von San Francisco, Salvatore Joseph Cordileone, die demokratische Politikerin Nancy Pelosi wegen ihrer Haltung in der amerikanischen Abtreibungskontroverse von der Kommunion ausschloss, warnte McElroy die US-amerikanischen Bischöfe davor, „die Eucharistie zu einem politischen Werkzeug zu machen“.
Im Konsistorium vom 27. August 2022 nahm ihn Papst Franziskus als Kardinalpriester mit der Titelkirche San Frumenzio ai Prati Fiscali in das Kardinalskollegium auf. Die Besitzergreifung seiner Titelkirche fand am 23. April 2023 statt.
Am 7. Oktober 2022 berief ihn Papst Franziskus zum Mitglied des Dikasteriums für Laien, Familie und Leben und des Dikasteriums für die ganzheitliche Entwicklung des Menschen.
Am 6. Januar 2025 ernannte ihn Papst Franziskus zum Erzbischof von Washington. Als Nachfolger von Wilton Gregory wurde er am 11. März 2025 in sein Amt eingeführt. Kardinal McElroy gilt als reformorientiert. Nach dem Tod von Papst Franziskus nahm er am Konklave 2025 teil, das Leo XIV. wählte.